# Dorycnopsis abyssinica
Dorycnopsis abyssinica là một loài thực vật có hoa trong họ Đậu. Loài này được (A.Rich.) V.N.Tikhom. & D.D.Sok mô tả khoa học đầu tiên.